# Sylvain Dispagne
Pas d'image ? Cliquez ici

a Compétitions nationales et continentales officielles uniquement.

b Matchs officiels uniquement.
Dernière mise à jour le 24 juillet 2019.
Sylvain Dispagne, né le 8 février 1968 à Saint-Girons, est un joueur de rugby à XV évoluant au poste de troisième ligne centre.

## Carrière
Troisième ligne centre, il porte successivement les couleurs de Saint-Girons SC, de l'USA Perpignan, du RC Narbonne, puis du Stade toulousain, avec qui il remporte quatre titres de champion de France en sept saisons.
Le 7 janvier 1996, il joue avec le Stade toulousain la première finale de l'histoire de la coupe d'Europe à l'Arms Park de Cardiff face au Cardiff RFC, les toulousains s'imposent 21 à 18 après prolongation et deviennent ainsi les premiers champions d'Europe.
Le 11 novembre 1997, il joue avec les Barbarians français contre l'Afrique du Sud à Biarritz. Les Baa-Baas s'imposent 40 à 22.
Il est également sélectionné avec le XV de France à deux reprises. Il est début 2015 l'entraîneur du club de l'Entente de la vallée du Girou XV, dans la Haute-Garonne, qui évolue, depuis 2009, en Fédérale 1.

## Palmarès
- Championnat de France de première division :
  - Vainqueur  (4) : 1996, 1997, 1999 et 2001
- Coupe d'Europe :
  - Vainqueur (1) : 1996
- Coupe de France :
  - Vainqueur (1) : 1998

## Statistiques en équipe nationale
- 2 sélections en équipe de France en 1996
- membre de la tournée du XV de France en Nouvelle-Zélande en 1994 (ne participe pas aux test-matches).